# Present: You
Present: You (estilizado como Present: YOU) é o terceiro álbum de estúdio do grupo Got7. Sua faixa título, Lullaby, teve sua versão gravada em quatro linguás: Coreano, Inglês, Espanhol e Chinês, além de conter faixas solos individuais de cada membro como prévia e conteúdo. O álbum foi certificado como platina pela Gaon Chart em 8 de Novembro de 2018, após vender 250 mil cópias.

Em 8 de Novembro de 2018, o álbum recebeu um relançamento intitulado Present: You & Me.

## Lista de músicas
Músicas em negrito representam a faixa-título

| Número | Título                                | Letras                                        | Música                                          | Arranjo                          | Duração |
| ------ | ------------------------------------- | --------------------------------------------- | ----------------------------------------------- | -------------------------------- | ------- |
| 1      | "Lullaby"                             | Jinli                                         | Glory Face, Jake K, Jinli                       | Glory Face, Jake K               | 3:37    |
| 2      | "Enough"                              | Defsoul(JB), Mirror BOY, D.ham, Munhan Mirror | Defsoul(JB), Mirror BOY, D.ham, Munhan Mirror   | Mirror BOY, D.ham, Munhan Mirror | 3:19    |
| 3      | "지켜줄게" (I'll Protect You)         | Defsoul(JB), Mirror BOY, D.ham, Munhan Mirror | Defsoul(JB), Mirror BOY, D.ham, Munhan Mirror   | Mirror BOY, D.ham, Munhan Mirror | 3:25    |
| 4      | "No One Else"                         | Yugyeom, EFFN, Room102                        | Yugyeom, EFFN, Room102                          | EFFN, Room102                    | 3:22    |
| 5      | "I Am Me"                             | Distract, Jinyoung                            | Distract, Jinyoung, Ludwig Lindell              | Ludwig Lindell                   | 3:31    |
| 6      | "Sunrise" (JB solo)                   | Defsoul(JB), JOMALXNE                         | Defsoul(JB), ROSEINPEACE, JOMALXNE              | ROSEINPEACE                      | 3:31    |
| 7      | "OMW" (Mark solo featuring Jackson)   | Jackson Wang, Mark, Wizil, BOYTOY             | Jackson Wang, Mark, BOYTOY                      | Jackson Wang, BOYTOY             | 3:08    |
| 8      | "Made It" (Jackson Solo)              | Jackson Wang                                  | Jackson Wang, BOYTOY                            | Jackson Wang, BOYTOY             | 2:36    |
| 9      | "My Youth" (Jinyoung solo)            | Jinyoung, Distract                            | Jinyoung, Distract, Tobias Karlsson, Sangmi Kim | Tobias Karlsson, Sangmi Kim      | 3:32    |
| 10     | "혼자 (Nobody Knows)" (Youngjae solo) | Ars(Youngjae), Pollen                         | Ars(Youngjae), Pollen, LAVIN                    | LAVIN                            | 3:06    |
| 11     | "Party" (BamBam solo)                 | BamBam                                        | FRANTS, BamBam                                  | FRANTS                           | 3:04    |
| 12     | "Fine" (Yugyeom solo)                 | Yugyeom                                       | EFFN, Yugyeom                                   | EFFN                             | 3:03    |
| 13     | "Lullaby (Versão em Inglês)"          | Jinli                                         | Glory Face, Jake K, Jinli                       | Glory Face, Jake K               | 3:37    |
| 14     | "Lullaby (Versão em Chinês)"          | Jinli                                         | Glory Face, Jake K, Jinli                       | Glory Face, Jake K               | 3:37    |
| 15     | "Lullaby (Versão em Espanhol)"        | Jinli                                         | Glory Face, Jake K, Jinli                       | Glory Face, Jake K               | 3:37    |